# Constantijn I van Schotland
Constantijn I, Gaelisch: Causantín mac Cináeda (?, ? - Dollar, 877) was koning van Schotland. Hij volgde zijn oom Donald I op.
Tijdens zijn regering veranderde de opzet en het gedrag van de Vikingen van plundertochten naar georganiseerde verovering en het stichten van nederzettingen. In de tijd van Kenneth I werkte deze samen met de Ierse koning Aed Finnliath om de aanvallen van de Vikingen af te slaan en te ontmoedigen.
In 866 heersten er twee Scandinavische koningen in Dublin, de Noor Olaf de Witte en de Deen Ivar de Beenloze, die Schotland binnenvielen in Fortriu. Ze bleven er verscheidene maanden, maar zonder echt succes.
In 870 belegerden Olaf en Ivar de vesting Dumbarton: door watertekort moesten de verdedigers zich uiteindelijk overgeven. Na tal van plunderingen in Strathclyde keerden ze in 871 terug naar Dublin. Ivar stierf in 873 en Olaf sneuvelde kort daarop tijdens een gevecht.
Een vloot van 100 Noorse schepen onder Olaf, zoon van Godfrey, probeerde een aantal jaar later te landen op de Pictische kust, maar werd door Constantijn I teruggeslagen; Olaf vond hierbij de dood.
In 877 vond er een Deense invasie plaats aan de oostkust. Het kwam tot een confrontatie bij Dollar. Constantijns leger werd verslagen en hijzelf werd gedood.
Constantijn I werd begraven op Iona.
- Gemeinsame Normdatei: 101328061X
- Virtual International Authority File: 172788691